# Оттон I (герцог Швабии)
Оттон I (нем. Otto I.; 954 — 31 октября 982, Лукка) — герцог Швабии с 973 года и Баварии с 976 года из Саксонской династии.

## Биография
Родителями Оттона I были Людольф и Ида. Его сестра Матильда была аббатисой монастыря в Эссене.
Оттон I стал герцогом Швабии в 973 году после смерти своего дальнего родственника Бурхарда III. В 976 году после восстания герцога Генриха II против императора Священной Римской империи Оттона II Рыжего он также получил Баварию.
Оттон был верным сторонником императора в Войне трёх Генрихов, а в 982 году сопровождал Оттона II в походе в Италию против сарацин. Оттон I участвовал в неудачном для имперской армии сражении около Кротоне 13 июля 982 года. Император Оттон II поручил ему собрать войско для новой кампании, но герцог Оттон I умер 31 октября этого года по дороге в городе Лукка. Он был похоронен в Ашаффенбурге.